# Centropages caribbeanensis
Centropages caribbeanensis är en kräftdjursart som beskrevs av Mungo Park 1970. Centropages caribbeanensis ingår i släktet Centropages och familjen Centropagidae. Inga underarter finns listade i Catalogue of Life.